# Textron TAPV
Textron TAPV (Tactical Armoured Patrol Vehicle) (укр. тактична броньована патрульна машина (ТБПМ)) — колісний повноприводний БТР/БРМ Канадських збройних сил. Машина створена на базі M1117 Armored Security Vehicle, що використовувався Корпусом Військової Поліції (англ. Military Police Corps) Армії США та конвоями в Іраку. Textron повинен замінити у ЗС транспортери RG-31 Nyala з захистом від мін і засідок (MRAP) (з 2016) і діяти разом з БРМ Coyote.

## Історія
Основною причиною загибелі канадських солдат в Афганістані були підриви на мінах і СВП, через що у 2009 була започаткована програма розроблення «тактичної броньованої патрульної машини» (англ. TAPV), у ході реалізації якої в конкурсі перемогла компанія Textron Systems, Inc, що у 2012 уклала контракт на виготовлення до 500 ТБПМ Textron з перспективою продати після 2014 ще сто машин. Із 500 машин близько 200 планують використовувати як БРМ, решту — як БТР. Як машина із захистом від мін та засідок (MRAP), Textron отримав клиноподібне днище, спеціальне шасі, високий кліренс. Додатковий струменевий захист отримали сидіння екіпажу, піхотинців, великі колісні ніші зменшують вплив вибухової хвилі на підвіску. Днище корпусу Textron TAPV на усій поверхні витримує силу вибуху 10 кг вибухової речовини, борти з композитним захистом від попадання 12,7-мм бронебійних куль, перевищуючи на 20 відсотків захист M1117 Armored Security Vehicle. У кабіні розміщується екіпаж із трьох осіб і до 7 військових з озброєнням, які можуть користуватись дверима у бортах чи люками на даху. У БРМ екіпаж складає 4 особи (+ оператор). Вивчається можливість виготовлення наступних модифікацій — автомобіля-командного поста, ремонтної машини, амбулаторії.
На даху встановлено бойовий модуль з дистанційним керуванням. В ньому можна встановити 40-мм автоматичний гранатомет Mk 19; 12,7-мм кулемет спарений з 7,62-мм кулеметом, 25-мм автоматичну гармату.
Ходова частина складається з турбодизеля Cummins QSL, розташованого ззаду, автоматичної 6-ступінчастої КП Allison MD3560. Незалежну підвіску розробила ірландська компанія Timoney. Встановлена центральна система підкачування шин. Textron TAPV не належить до машин-амфібій.